# Elias Ehinger

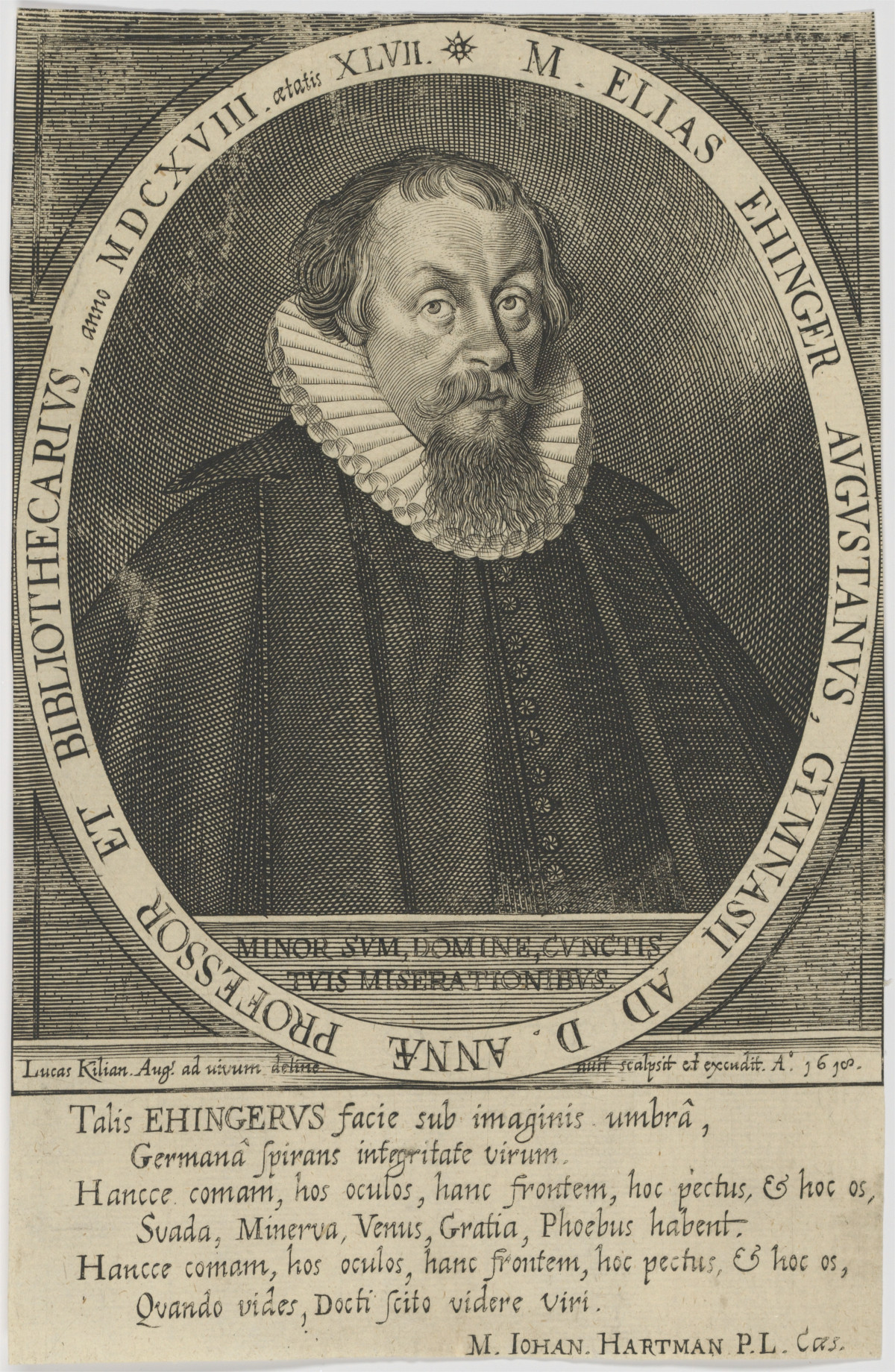
Elias Ehinger, 1618, Kupferstich von Lucas Kilian

Elias Ehinger (* 7. September 1573 in Christgarten; † 28. November 1653 in Regensburg) war ein deutscher evangelischer Theologe, Pädagoge, Bibliothekar und Philologe.

## Leben
Elias Ehinger wurde 1573 als Sohn des Pfarrers Elias Ehinger und seiner Frau Maria (geb. Asperger) im Kloster Christgarten geboren. Er besuchte ab 1584 das Gymnasium bei St. Anna in Augsburg. 1588 wurde er dort als Alumnus in das evangelische Kollegium aufgenommen und konnte nach ausgezeichneten Leistungen 1593 die Universität Wittenberg mit einem Stipendium besuchen. 1595 erwarb er dort den akademischen Grad eines Magisters der philosophischen Fakultät und war dort sechsmal als Präses an Disputationen beteiligt. 1597 wurde er als Pfarrer in Tübingen ordiniert und heiratete im folgenden Jahr.
Auf Tübinger Empfehlung hin wurde er Hofprediger beim Baron David von Enenkel in Albrechtsberg in Niederösterreich, bis dieser 1603 starb. Daraufhin wechselte er als Prediger nach Kefermarkt und wurde dort 1605 von der Gegenreformation vertrieben. Ehinger fand in Rothenburg ob der Tauber eine Anstellung als Rektor des Gymnasiums, des heutigen Reichsstadtgymnasiums. 1617 berief man ihn nach Augsburg an das Gymnasium St. Anna, wo er im darauf folgenden Jahr zum Rektor des Gymnasiums und zum Bibliothekar der benachbarten Stadtbibliothek ernannt wurde. Aber bald traten wieder die Religionsstreitigkeiten zutage, die bereits vorher seinen Werdegang beeinflusst hatten. Als 1629 die kaiserlichen Truppen Ferdinands II. Augsburg einnahmen, wurden die Lehrer angehalten von der Partei der Gegenreformation der Confessio Augustana abzuschwören. Da sich Ehinger weigerte, verlor er seine Anstellung und musste mit seiner Familie fliehen. Zunächst fand er in protestantischen Gebieten Aufnahme. Aufgrund der Verfehlungen des Rektors der Landesschule Pforta Franz Kess erhielt Ehinger 1630 auf Fürsprache von Matthias Hoë von Hoënegg dessen Stelle übertragen.
Als Ehinger nach nur zwei Jahren die Schule wieder verlassen wollte und konnte, da der schwedische König Gustav Adolf inzwischen Augsburg eingenommen hatte, ließ ihm der sächsische Kurfürst am 15. Juni 1632 zum Dank für seine Dienste in Schulpforte durch die Schulinspektoren ein ehrenvolles Zeugnis ausstellen. Es wurde ihm bescheinigt, dass er nicht nur treu und fleißig die studierende Jugend unterrichtet habe, sondern gleichzeitig auch durch seinen vorbildlichen Lebenswandel so beispielhaft gewirkt hätte, dass sein Weggang sehr bedauert wurde. Am 29. Juni 1632 reiste Elias Ehinger in Pforte ab und kehrte in sein früheres Amt nach Augsburg zurück, das er bis 1635 ausübte, als die Stadt erneut von den kaiserlichen Truppen besetzt und das Gymnasium samt Bibliothek den Jesuiten übergeben wurde.
Wieder musste Ehinger Augsburg verlassen, doch diesmal fand er nicht weit entfernt von seiner Heimat eine neue Stelle in Regensburg. Die protestantische freie Reichsstadt Regensburg wurde im Juni 1634 nach der Kapitulation der schwedischen Besatzungstruppen von kaiserlichen Truppen besetzt und wurde damit nicht an das katholische Bayern übergeben. So konnte der protestantische Magistrat der Stadt Regensburg Ehinger zum Rektor des städtischen, protestantischen Gymnasiums berufen, dem schon damals weithin bekannten Gymnasium poeticum. Auch hier versah Elias Ehinger sein Amt als Rektor mit Fleiß, bis sich schließlich die Beschwerden des Alters einstellten. 1649 gewährte ihm der Magistrat der Stadt nicht nur den Eintritt in den verdienten Ruhestand, sondern auch die Fortzahlung seines vollen Rektorengehaltes, so dass er während seiner letzten Jahre sorglos leben konnte. Elias Ehinger starb am 28. November 1653 in Regensburg und wurde am 4. Dezember auf dem dortigen Peters-Friedhof beigesetzt, der nach seiner Zerstörung in der Kriegszeit wieder hergestellt worden war.